# Černobilski likvidatorji
Černobilski likvidatorji so bili civilno in vojaško osebje, ki se je spopadalo s posledicami jedrske nesreče v Černobilu leta 1986 v Sovjetski zvezi. Likvidatorji so zaslužni za omejevanje tako neposredne kot dolgoročne škode zaradi katastrofe.
Preživeli likvidacijski upravitelji so zaradi svojega veteranskega statusa upravičeni do pomembnih socialnih ugodnosti. Mnogo likvidatorjev sta sovjetska vlada in tisk hvalila kot junake, nekateri pa so se leta trudili, da so njihovo sodelovanje sploh uradno priznali.